# Орнета
Орнета (пољ. Orneta) град је у Пољској у Војводству варминско-мазурском. По подацима из 2012. године број становника у месту је био 9169.

## Становништво
| 2012. |
| ----- |
| 9.169 |